# Boston Harbor
Le Boston Harbor est un port naturel et l'estuaire de la baie du Massachusetts. Il est adjacent à la ville de Boston, dans le Massachusetts.
Il abrite le port de Boston.
On y trouve plusieurs îles. L'une d'elles, Deer Island, accueille la deuxième plus grande station d'épuration des eaux usées aux États-Unis, l'usine de traitement des eaux usées Deer Island.